# Orbcomm
Orbcomm est un réseau mondial de communication par satellites concurrent des réseaux Iridium et Globalstar. Ce réseau est uniquement un réseau donné. Le réseau est de couverture mondiale. La constellation est composée de 35 satellites sur 6 plans orbitaux.